# Locronan
Locronan is een gemeente in het Franse departement Finistère, in de regio Bretagne. De plaats maakt deel uit van het arrondissement Quimper. Locronan is lid van Les Plus Beaux Villages de France. De gemeente telde 806 inwoners op 1 januari 2022.
De tweede zondag van juli wordt elk jaar de "Pardon", religieuze processies gehouden. Eveneens volgen dan de Fest-Noz-feesten.

## Bezienswaardigheden
De gemeente Locronan ligt op 15 kilometer vanaf Saint-Vence. De naam van de plaats herinnert aan de heilige Saint-Ronan, die rond 500 hier moet gepredikt hebben. Hij is een van de populaire heiligen van Bretagne, die een tijdlang in de buurt als kluizenaar heeft geleefd en naar men zegt, begraven is op de plaats, waar tegenwoordig de gelijknamige kerk staat.
Ter ere van deze heilige vindt ieder jaar op de tweede zondag van juli een groot "Pardon" plaats, die de Petite Troménie wordt genoemd.
Om de zes jaar, de volgende in 2019, daarna in 2025, wordt de Petite Troménie een Grande Troménie, met een processie van 12 km, rond de Montagne de Locronan gelopen.

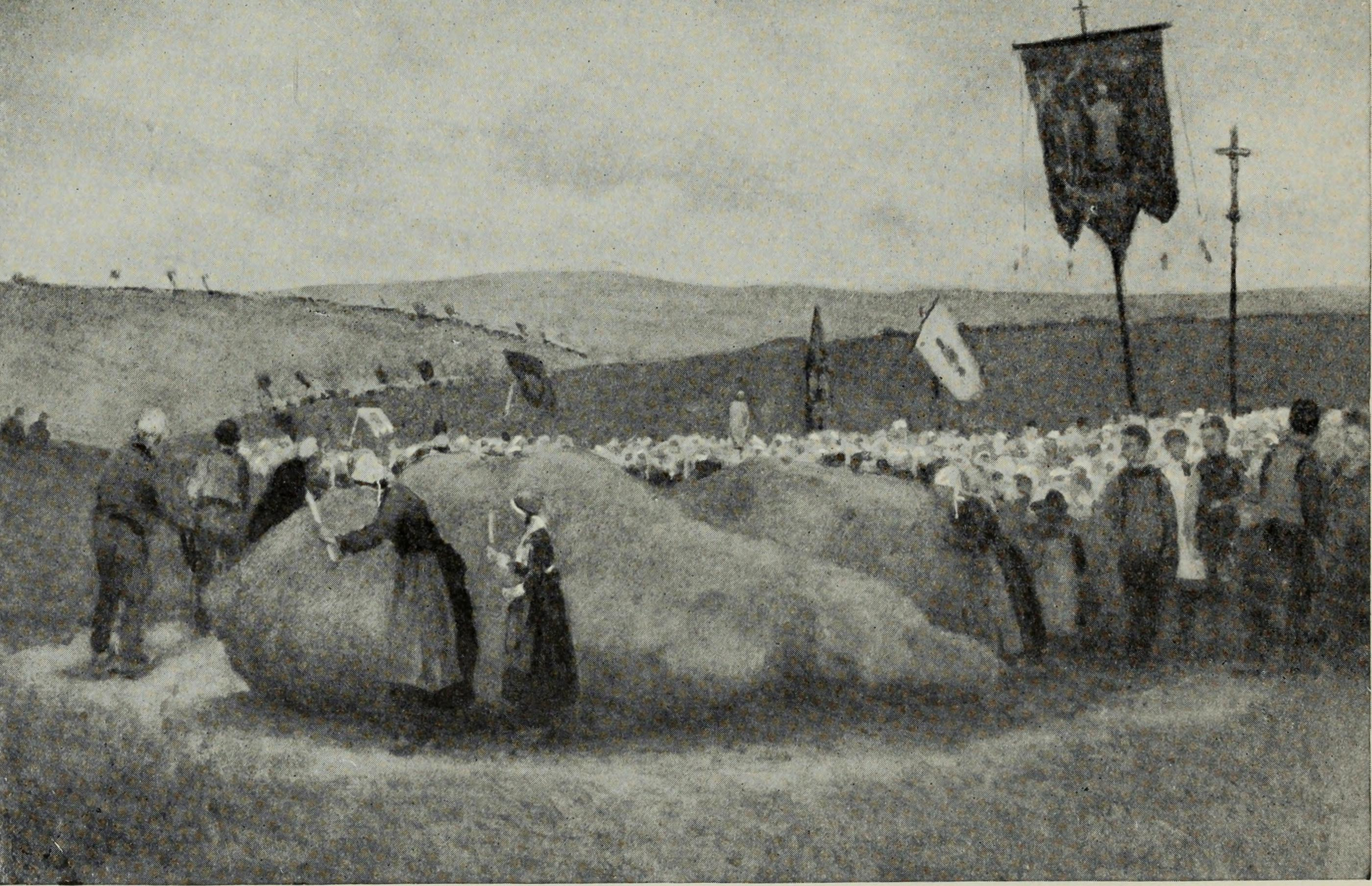
Een hunebed op de route van de processie, Myths and legends; the Celtic race (1910)

De processie begint en eindigt op de Grand Place te Locronan. Daar staan granieten huizen uit de renaissanceperiode, uit de 16e en 17e eeuw, die het stadje aan de productie van zeildoek te danken heeft. Aan dit plein staan naast elkaar de kerk uit de 15e eeuw en de Chapelle du Pénity uit 1504 tot 1515.
In de kerk zijn de kansel en de gebrandschilderde glasramen, uit de 15e eeuw, de moeite waard om te zien. In de kapel zijn een zeer opmerkelijke graflegging uit de 16e eeuw en het grafteken van de heilige Ronan te zien.
In het huis links naast de kerk is een museum met werken van hedendaagse schilders en beeldhouwers, die betrekking hebben op Bretagne.
Bij de zuidelijke rand van de plaats, aan de kruising van de wegen naar Quimper en Douarnenez, staat het Atelier Saint-Ronan, waar men ambachtslieden aan het werk kan zien, waar men vooral houtsnijwerk en met de hand geweven artikelen kan kopen. Binnen ziet men een grote en oude houten weefgetouw, waar nog kleden en tapijten worden geweven.

## Geografie
De oppervlakte van Locronan bedroeg op 1 januari 2022 8,08 vierkante kilometer; de bevolkingsdichtheid was toen 99,8 inwoners per km².

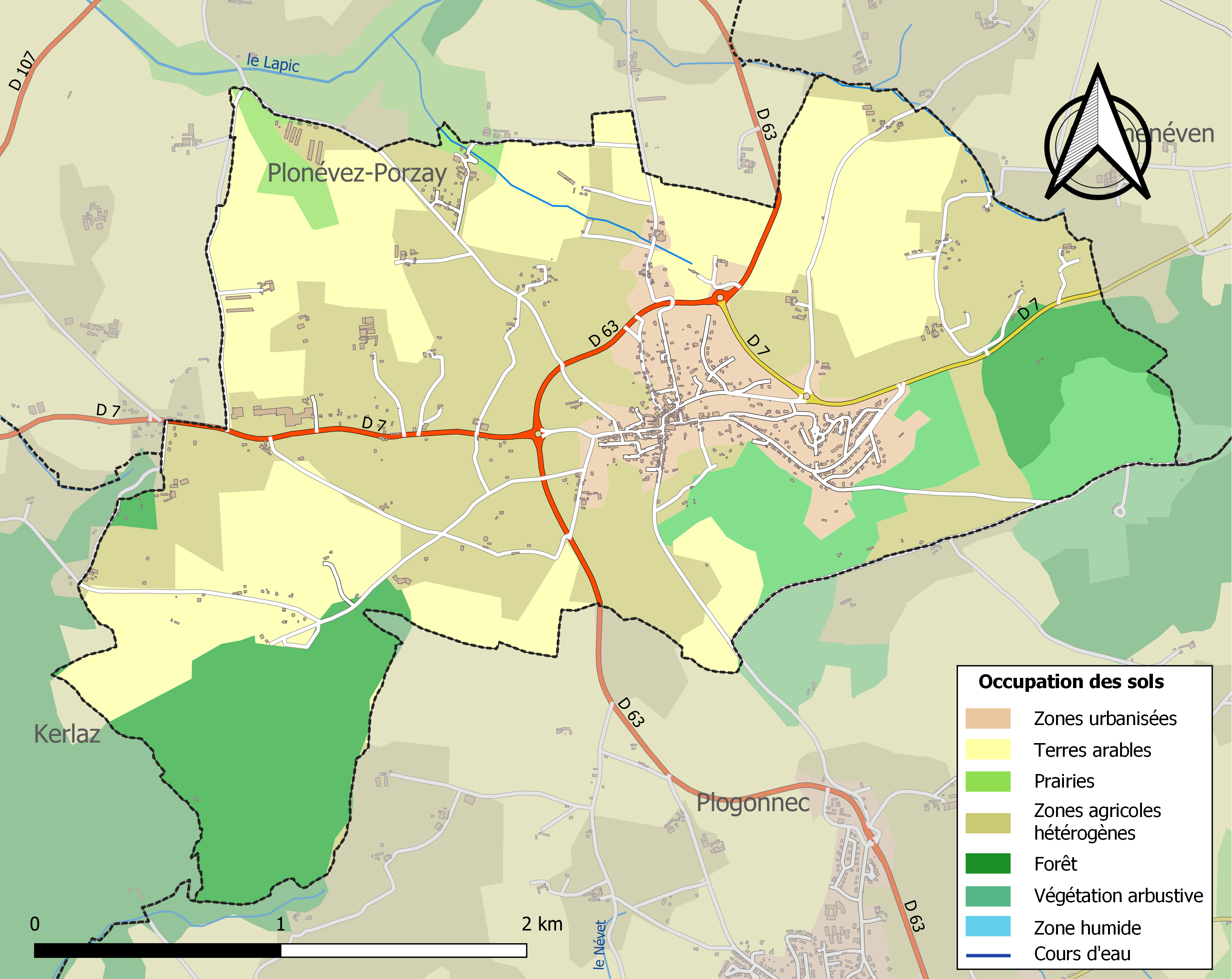
Kaart van de gemeente met belangrijkste infrastructuur, bodemgebruik en omliggende gemeenten

## Demografie
Onderstaande figuur toont het verloop van het inwonertal (bron: INSEE-tellingen).

## Afbeeldingen

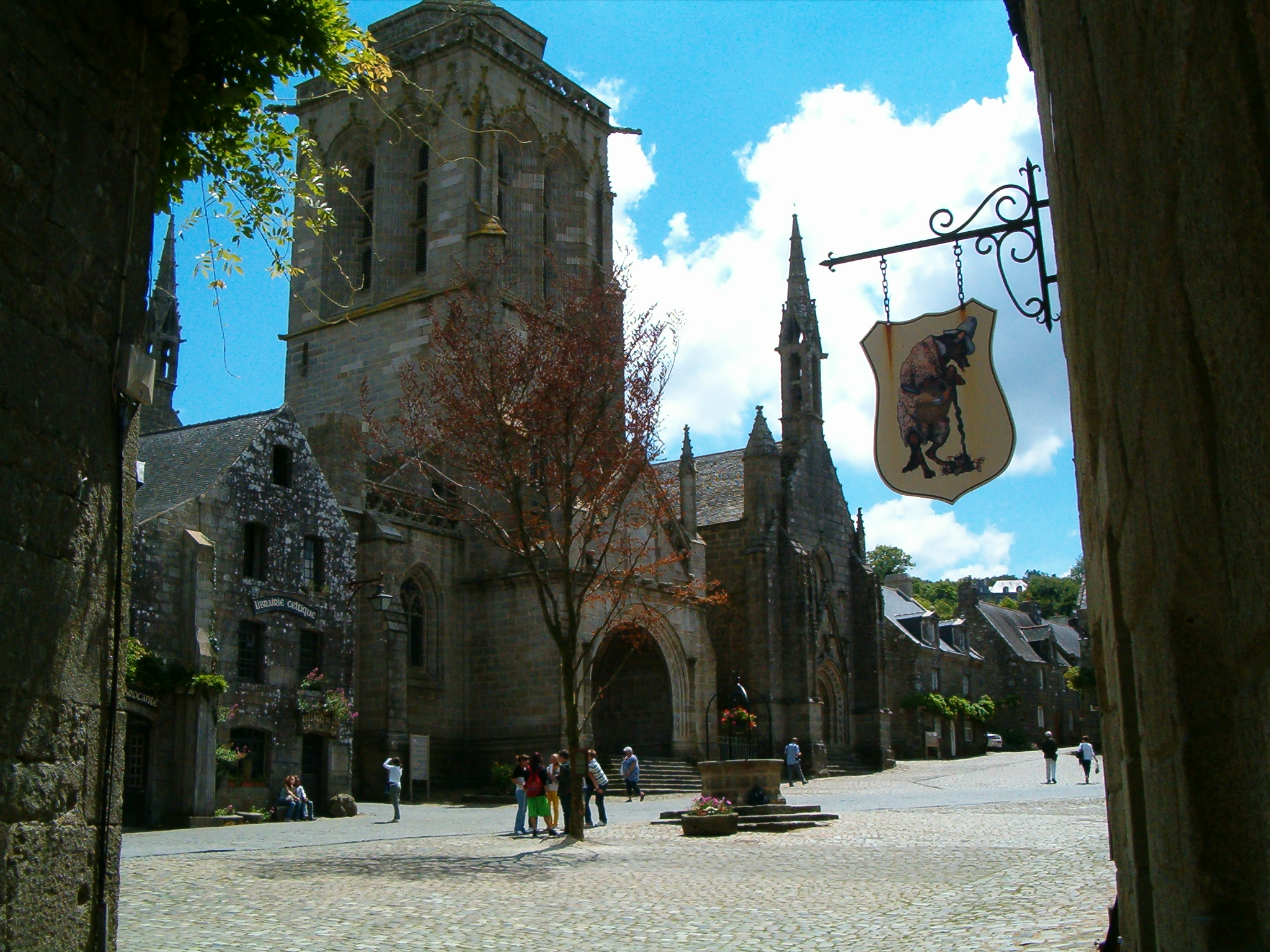
Saint-Ronankerk
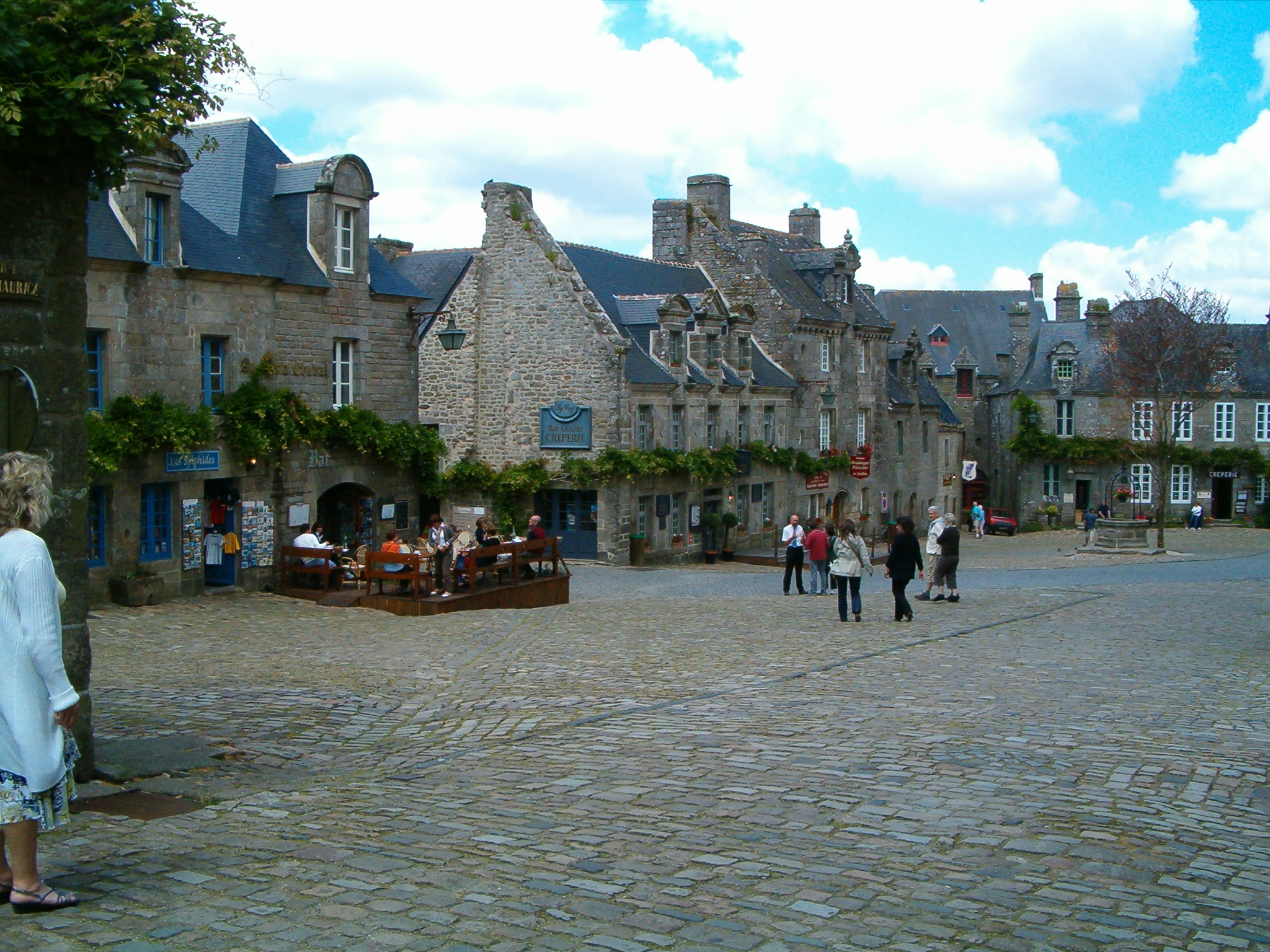
Kerkplein

(Sortering op regio > departement (vet) > gemeente)